# Яничанський (заказник)
Яничанський — ботанічний заказник місцевого значення у Черкаському районі Черкаської області.

## Опис
Заказник площею 55 га розташовано у кв. 37, 38 Яничанського лісництва. 
Як об'єкт природно-заповідного фонду створено рішенням Черкаського облвиконкому від 11.03.1979 р. №136. Землекористувач або землевласник, у віданні якого знаходиться заповідний об'єкт — ДП «Чигиринське лісове господарство».
На території заказника знаходиться місце зростання барвінку малого.